# گیاه‌پارچ یقه‌سفید
گیاه‌پارچ یقه‌سفید (نام علمی: Nepenthes albomarginata)، یک گونه از سرده گیاه پارچ در سوماترا، بورنئو و شبه‌جزیره مالزی می‌باشد.